# بيتر شيرر
بيتر شيرر (بالإنجليزية: Peter Shearer)‏ (4 فبراير 1967 ببرمنغهام في المملكة المتحدة - ) هو لاعب كرة قدم بريطاني في مركز الهجوم. شارك مع منتخب إنجلترا لكرة القدم C ‏. أما مع النوادي، فقد لعب مع برمنغهام سيتي ونادي بورنموث ونادي بيتربورو يونايتد ونادي روتشديل ونونيتون بورو ‏ ونادي تشيلتنهام تاون لكرة القدم.

## وصلات خارجية
- بيتر شيرر على موقع قاعدة بيانات كرة القدم.إي يو (الإنجليزية)